# Boisredon
Boisredon is een gemeente in het Franse departement Charente-Maritime (regio Nouvelle-Aquitaine) en telt 600 inwoners (1999). De plaats maakt deel uit van het arrondissement Jonzac.

## Geografie
De oppervlakte van Boisredon bedraagt 21,5 km², de bevolkingsdichtheid is 27,9 inwoners per km².
De onderstaande kaart toont de ligging van Boisredon met de belangrijkste infrastructuur en aangrenzende gemeenten.

## Demografie
Onderstaande figuur toont het verloop van het inwonertal (bron: INSEE-tellingen).